# ستيف هغ
ستيف هغ (بالإنجليزية: Steve Hug)‏ هو لاعب جمباز فني أمريكي، ولد في 20 مايو 1952 في هايلاند في الولايات المتحدة.

## وصلات خارجية
- ستيف هغ على موقع الاتحاد الدولي للجمباز (biography) (الإنجليزية)
- ستيف هغ على موقع اللجنة الأولمبية الدولية (الإنجليزية)
- ستيف هغ على موقع أوليمبيديا (الإنجليزية)